# Шмидт, Фриц (хоккеист на траве)
Фриц Шмидт (нем. Fritz Schmidt, 19 марта 1943, Майнц, Германский рейх — 12 августа 2024) — немецкий хоккеист (хоккей на траве), полузащитник. Олимпийский чемпион 1972 года, чемпион Европы 1970 года.

## Биография
Фриц Шмидт родился 19 марта 1943 года в немецком городе Майнц.
Играл в хоккей на траве за «Рюссельсхаймер» из Рюссельсхайма. Пять раз выигрывал чемпионат ФРГ по хоккею на траве (1968, 1971, 1975, 1977—1978), три раза — по индорхоккею (1973, 1976, 1979). С 1966 года был играющим тренером.
В 1968 году вошёл в состав сборной ФРГ по хоккею на траве на Олимпийских играх в Мехико, занявшей 4-е место. Играл на позиции полузащитника, провёл 9 матчей, мячей не забивал.
25 мая 1972 года удостоен высшей спортивной награды ФРГ — «Серебряного лаврового листа».
В 1972 году вошёл в состав сборной ФРГ по хоккею на траве на Олимпийских играх в Мюнхене и завоевал золотую медаль. Играл на позиции полузащитника, провёл 1 матч, мячей не забивал.
В 1976 году вошёл в состав сборной ФРГ по хоккею на траве на Олимпийских играх в Монреале, занявшей 5-е место. Играл на позиции полузащитника, провёл 3 матча, мячей не забивал.
На чемпионатах мира завоевал бронзу в 1973 году в Амстелвене и в 1975 году в Куала-Лумпуре. На чемпионатах Европы выиграл золото в 1970 году в Брюсселе, серебро в 1974 году в Мадриде.
В индорхоккее стал чемпионом Европы в 1974 году в Западном Берлине и в 1976 году в Арнеме.
В 1963—1976 годах провёл за сборную ФРГ 146 матчей, в том числе 119 на открытых полях, 27 в помещении.
В 1979 году награждён памятной табличкой Немецкой хоккейной ассоциации.
Завершив игровую карьеру, в 1983—1985 годах продолжал работать тренером.
Организовал собственный пекарный бизнес в Рюссельсхайме, которым руководил в течение десятилетий, создал несколько филиалов. В 2003 году оставил бизнес. На пенсии занимался восстановлением старых автомобилей, играл в гольф.
Умер 12 августа 2024 года в возрасте 81 года.